# Assiniboines

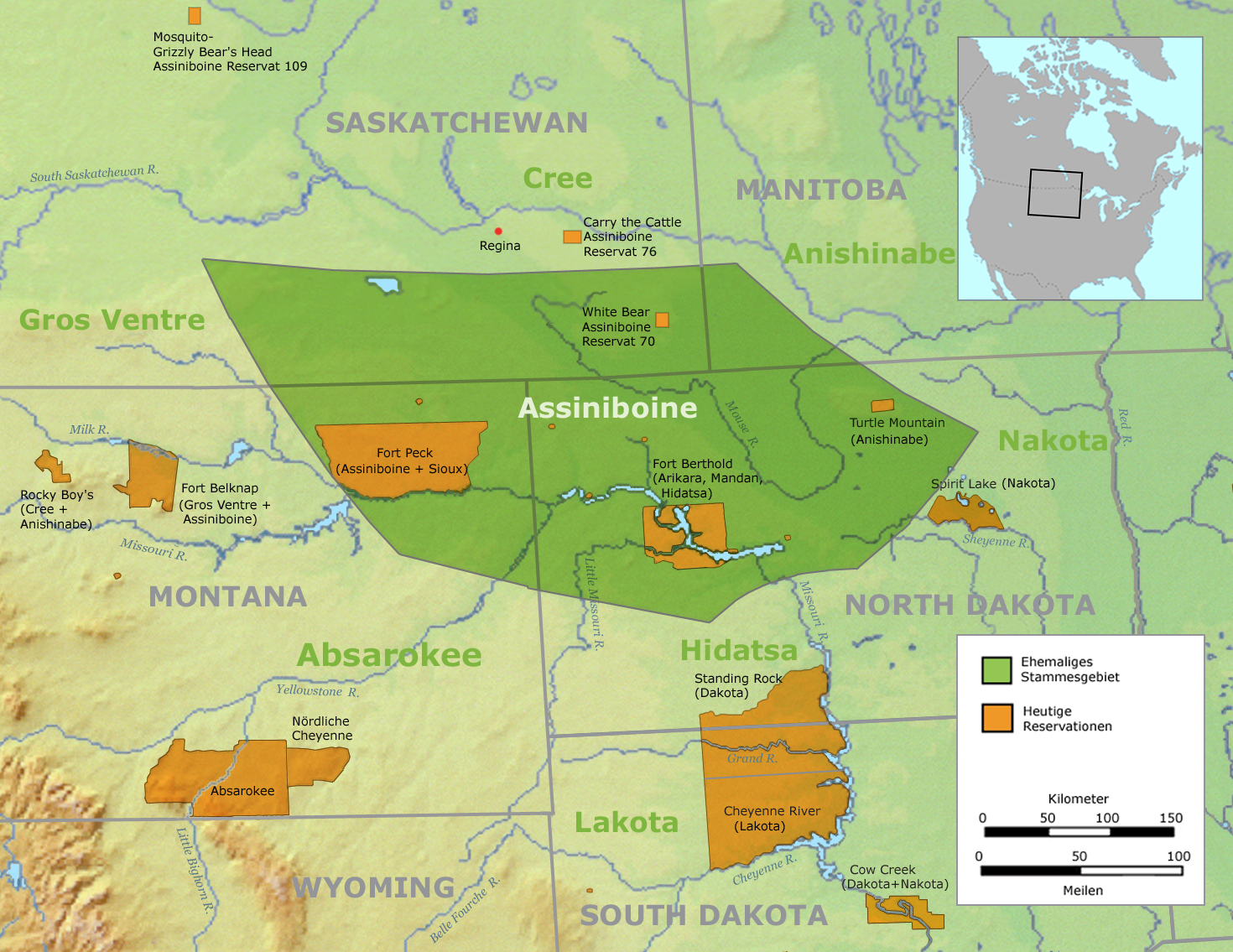
Territori dels assiniboine

Els assiniboines (əˈsɪnɨbɔɪn en singular, əˈsɪnɨbɔɪnz en plural; idioma ojibwa: asinaan, 'sioux de la pedra', també coneguts com a hohe i per l'endònim nakota (o nakoda o nakona), són una de les primeres nacions canadenca i ameríndia dels Estats Units que parlaven una llengua de la família de les llengües sioux occidentals. Vivien a l'àrea de les Grans Planes ocupant part d'Alberta, sud-oest de Manitoba, nord de Montana i oest de Dakota del Nord. Eren ben coneguts a finals dels XVIII i principis del segle xx. Artistes del segle xix com Karl Bodmer i George Catlin van pintar retrats dels assiniboine.

## Noms
Els europeus i els estatunidencs adoptaren els noms que les altres tribus utilitzaren per als assiniboine; només més tard aprengueren l'auto-denominació d'aquesta tribu, o autònim. En sioux es feien anomenar tradicionalment els hohe nakota. Amb l'adopció generalitzada de l'anglès, tanmateix, molts ara usen el nom anglès. El préstec anglès assiniboine prové dels antics colons francesos, que havien adaptat d'haver-lo sentit als ojibwe. Els anomenaven al poble en idioma ojibwa asinii-bwaan ('sioux de la pedra'). Els cree els anomenaven asinîpwâta (asinîpwâta ᐊᓯᓃᐹᐧᑕ NA sg, asinîpwâtak ᐊᓯᓃᐹᐧᑕᐠ NA pl). De la mateixa manera, assnipwan ve de la paraula asinîpwâta en dialectes del cree occidental, d'asiniy ᐊᓯᓂᐩ NA –'roca, pedra'– i pwâta ᐹᐧᑕ NA –'enemic, sioux'. Als primers comerciants francesos a l'oest els eren més familiars les llengües algonquines. Van transliterar molts exònims cree o ojibwe d'altres pobles indígenes del Canadà Occidental durant l'era colonial. Els anglesos es referien als assiniboines adoptant termes del francès escrit utilitzant la fonètica anglesa.
Altres tribus associaren pedra amb els assiniboine perquè cuinen amb pedres calentes. Deixaven caure pedres calentes a l'aigua per escalfar a punt ebullició i cuinar la carn. Alguns escriptors van veure això com l'associació del terme ojibway assin, 'pedra', i bouillir francès, però aquesta etimologia és molt poc probable.

## Subgrups

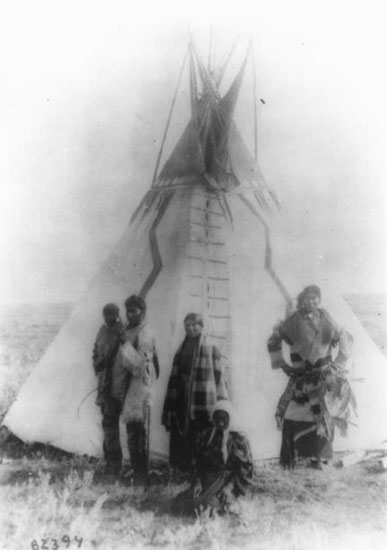
Família assiniboine de Montana, 1890–1891

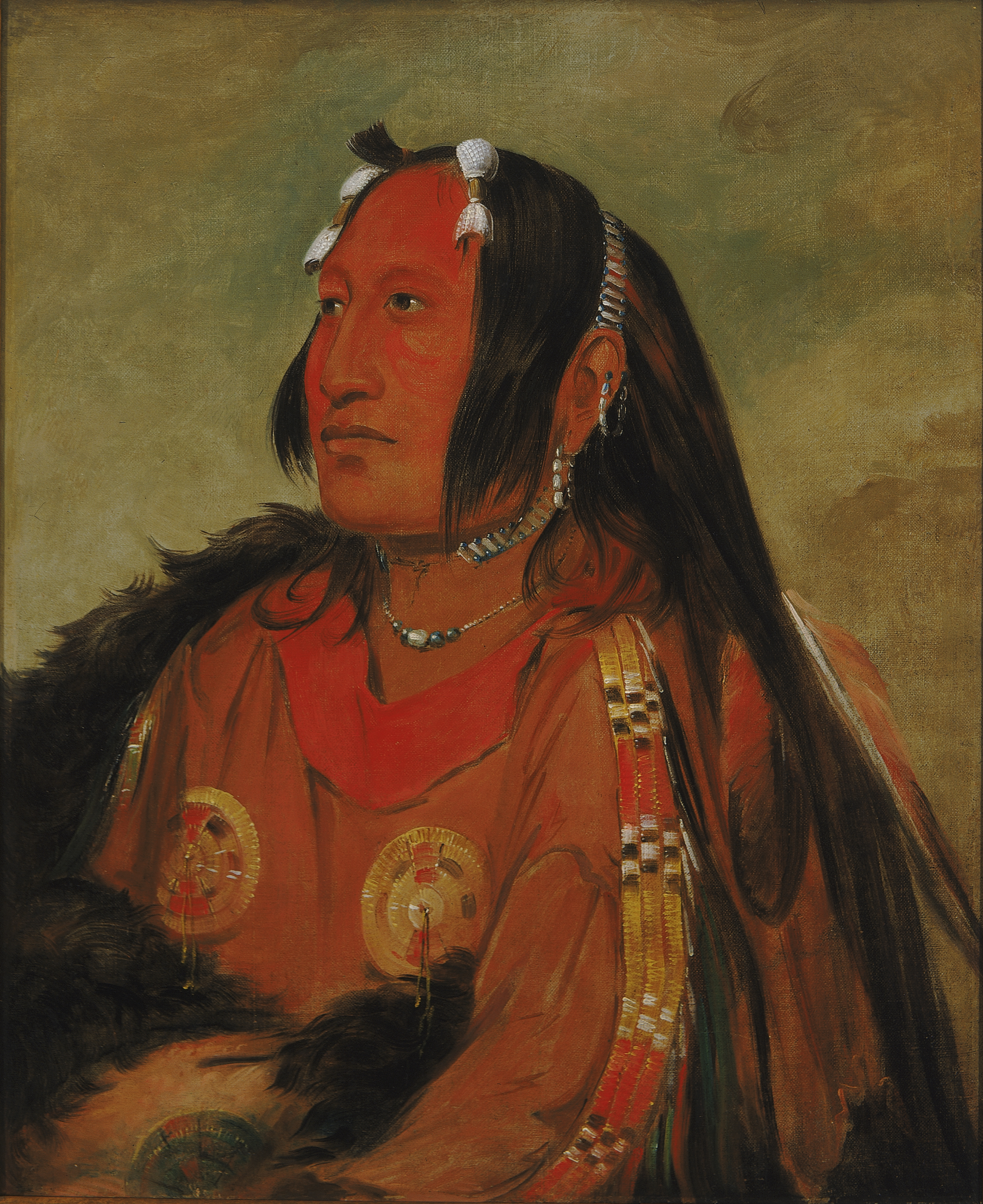
Pigeon's Egg Head, pintat per George Catlin

- Aegitina (‘Camp traslladat per la matança’)
- Bizebina (‘Talps')
- Cepahubi (‘Òrgans grans')
- Canhdada (‘Gent antiquada’)
- Canhewincasta (‘Gent de la muntanya boscosa’ – ‘Gent que viu a Wood Mountain’)
- Canknuhabi (‘Un que porta la seva pròpia fusta’)
- Hudesabina (‘Cul vermell' o ‘Arrel vermella’, escissió dels Wadopabina el 1844)
- Hebina (Ye Xa Yabine, ‘Gent de la muntanya rocallosa’, sovint anomenats Fusta forta o Assiniboine de la fusta forta, més tard nucli dels Mountain Stoney-Nakoda)
- Huhumasmibi (‘Netejadors d'ossos')
- Huhuganebabi (‘Talladors d'ossos')
- Hen atonwaabina (‘Gent de la muntanya de la roca petita’)
- Inyantonwanbina (‘Gent de la pedra’, més tard coneguts com a nakoda (Stoney))
- Inninaonbi (‘Gent tranquil·la’)
- Insaombi (‘Els qui estan sols', també coneguts com a Cypress Hills Assiniboine[4])
- Indogahwincasta (‘Gent de l'est’)
- Minisose Swnkeebi (‘Banda gos del riu Missouri’)
- Minisatonwanbi (‘Gent de l'aigua vermella’)
- Osnibi (‘Poble del fred')
- Ptegabina (‘Poble del pantà’)
- Sunkcebi (‘Banda gos')
- Sahiyaiyeskabi (‘Parlants de cree de les planes’, també coneguts com a Joves gossos cree-assiniboine)
- Snugabi (‘Gent contrària’)
- Sihabi (‘Gent del peu’)
- Tanidabi (‘Pelvis de bisó’)
- Tokanbi (‘Estrangers')
- Tanzinapebina (‘Posseïdors de ganivets afilats')
- Unskaha (‘Rodamons')
- Wadopabina (‘Remadors de canoa’)
- Wadopahnatonwan (‘Remadors de canoa que viuen a la planura’)
- Wiciyabina (‘Els qui van a la dansa’)
- Waziyamwincasta (‘Poble del nord')
- Wasinazinyabi (‘Fumadors grossos')
- Wokpanbi (‘Bossa de carn')[5]

## Costums

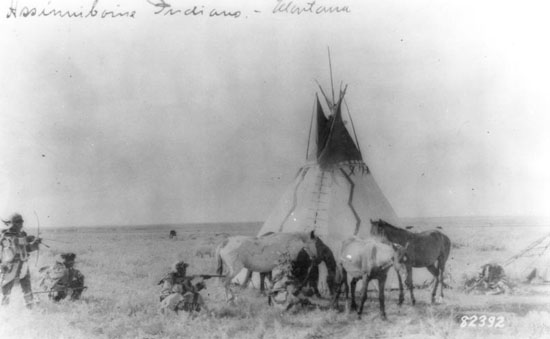
Assiniboines a Montana, 1890-1891

Eren alts i forts, i es dividien en dos grups: els de la muntanya, que eren inofensius i vivien miserablement, i els de les planures, que eren vigorosos i vivien del pillatge i del comerç de pells amb la Hudson Bay Co. Llurs cabdills rebien instruccions de batalla mitjançant somnis o visions, i sovint duien amulets sagrats. Ballaven la dansa del Sol (en què apareixien les dues formes del gran esperit, el Déu Sol i el Déu Tro) i la dansa de la Tenda de la Medicina.
Es dividien en bandes separades, cadascuna amb cabdill propi i amb consell. Les bandes movien llurs campaments amb freqüència per la cacera del búfal. Amb la introducció dels cavalls en el segle xviii, deixaren de moure's a peu emprant travois tirats per gossos.
Les dones realitzaven tota la feina relativa al tipi, inclosa la construcció i el desmantellament. Les principals proeses guerreres consistien a prendre cabelleres i cavalls, i a tocar l'enemic durant la batalla.

## Història

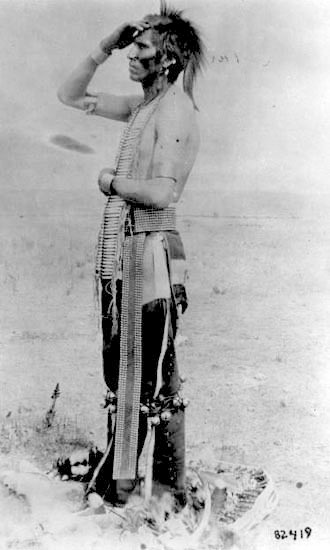
Home assiniboine a Montana. 1890

Eren alts i forts, amics dels cree i enemics dels sioux. Cap al 1600 es van escindir dels yanktonai, i abandonaren els marges de Hudson i llac Superior pels marges del llac Winnipeg, on passen a ser nòmades que viuen en tipis. Comerciaven pemmican als europeus a canvi d'armes. Foren vistos per primer cop el 1640 i el 1679 pels exploradors francesos, que ja els consideraven aliats dels cree. Per l'enfrontament d'interessos francesos i anglesos a la zona es van moure cap a l'oest, a les planures del Canadà, Montana i Dakota del Nord, raó per la qual entraren en conflicte amb els blackfoot pel control de les planures.
El 1830 s'expandiren per les planures del Canadà, junt a la frontera amb els EUA, on van fer amistat amb cree i ojibway. Des del 1840 cediren poder guerrer als cree, ja que des del 1820 patiren diverses epidèmies.
El 1836, van patir una epidèmia de verola que els reduí en un 40%, i malgrat la seva tradició guerrera, foren molt amics dels blancs, amb qui signaren el primer tractat per dur-los a una reserva el 1851, cosa que reduí llurs moviments. El 1857 s'enfrontaren amb els sioux, i un dels seus guerrers, Jumping Bull, els deixà per unir-se a Bou Assegut. El 1887 es constituí la reserva de fort Belknap, que comparteixen amb els atsina, i el 1888 la de fort Peck, que comparteixen amb els yanktonai.
Pel que fa als del Canadà, el 1885, guerrers assiniboine ajudaren les forces canadenques a reprimir els rebels cree i métis. Fred Robinson (1861-1941), indi assiniboine casat amb una sioux de Saskatoon, fou aconvertit a la religió ghostdance per Kicking Bear, i Wovoka el 1902 i va predicar la nova religió a la Sioux Wahpeton Reserve de Saskatchewan. El 1971, un dels seus membres, Hank Adams, membre de l'AIM, va rebre un tret a l'estómac per la policia de Tacoma quan treballava de pescador al riu Nisqually.

## Actualitat
Avui un nombre considerable d'assiniboines viuen conjuntament amb altres tribus, com el cree de les planes, saulteaux, sioux i Gros Ventre, en diverses reserves al Canadà i als Estats Units. A Manitoba, els assiniboines actualment sobreviuen només com a individus, sense reserves separades.

### Montana, Estats Units
Estan dividits en dues reserves que alhora són dues tribus reconegudes federalment:
- Fort Peck (uns 11.786 hudesabina, wadopabina, wadopahnatonwan, sahiyaiyeskabi, inyantonwanbina i Fat Horse Band dels assiniboines,[6] sisseton, wahpeton, yanktonai i hunkpapa dels sioux viuen plegats a la reserva índia de fort Peck vora fort Peck al NE de Montana, al nord del riu Missouri, ca. 8.518 km², amb seu tribal a Poplar, la comunitat és gran, la reserva és la vila de Wolf Point.[7]
- Fort Belknap (dels 5,426 registrats assiniboines i Gros Ventre, la majoria viuen a la reserva índia de fort Belknap –505 d'ells fora de la reserva– al centre-nord de Montana, la principal vila n'és fort Belknap Agency, ca. 2.626 km².[8]

### Saskatchewan, Canadà
- Primera nació Carry the Kettle Nakoda (la reserva Carry the Kettle Nakoda First Nation #76, també coneguda com a: 'Assiniboine #76', o Carry the Kettle #76-18,19,22, Treaty Four Reserve Grounds #77, inclou ca. 350 km², al de SE Saskatchewan, 80 km a l'est de Regina i 18 km al sud de Sintaluta, de 2.387 assiniboines registrats només uns 850 viuen a la reserva).[9]
- Primeres nacions Mosquito, Grizzly Bear's Head, Lean Man (també coneguts com a Battleford Stoneys) (inclou les reserves: Mosquito #109, Cold Eagle, Grizzly Bear's Head #110 & Lean Man #111, Mosquito Grizzly Bear's Head Lean Man Tle #1, la seu tribal i administració és 27 km al sud de Battleford, ca. 127 km², el 2003 hi havia enregistrats 1.119 assiniboines).[10]
- Primera nació White Bear (reserves: White Bear #70 i Treaty Four Reserve Grounds #77 són situades a la cantonada SE de l'àrea Moose Mountain de Saskatchewan, la seu tribal es troba 13 km al nord de Carlyle, ca. 172 km², uns 1.990 assiniboines, saulteaux (anishinaabe), cree i dakota).[11]
- Primera nació Ocean Man (reserves: Ocean Man #69, 69A-I, Treaty Four Reserve Grounds #77, la seu tribal es troba 19 km al nord de Stoughton, ca. 41 km², de 454 assiniboines, cree i saulteaux (Anishinaabe) registrats, només 170 viuen a terres de la reserva).[12]
- Primera nació Pheasant Rump Nakota (reserva: Treaty Four Reserve Grounds #77, la seu tribal es troba a Kisbey, uns 333 assiniboines, saulteaux (anishinaabe) i cree).[13]

## Notables assiniboines
- Hank Adams (1943), activista dels drets amerindis
- Crazy Bear (Mah-To-Wit-Ko, 1785–1856), cap i negociador
- Juanita Growing Thunder Fogarty (1969), artista artesana
- Roxy Gordon (1945–2000), poeta, novel·lista, músic i activista
- Indigenous, Nakota blues band
- Georgia Wettlin Larsen, cantant
- Wi-jún-jon (1796–1872), cap
- William S. Yellow Robe, Jr. (1950), escriptor i poeta

## Galeria

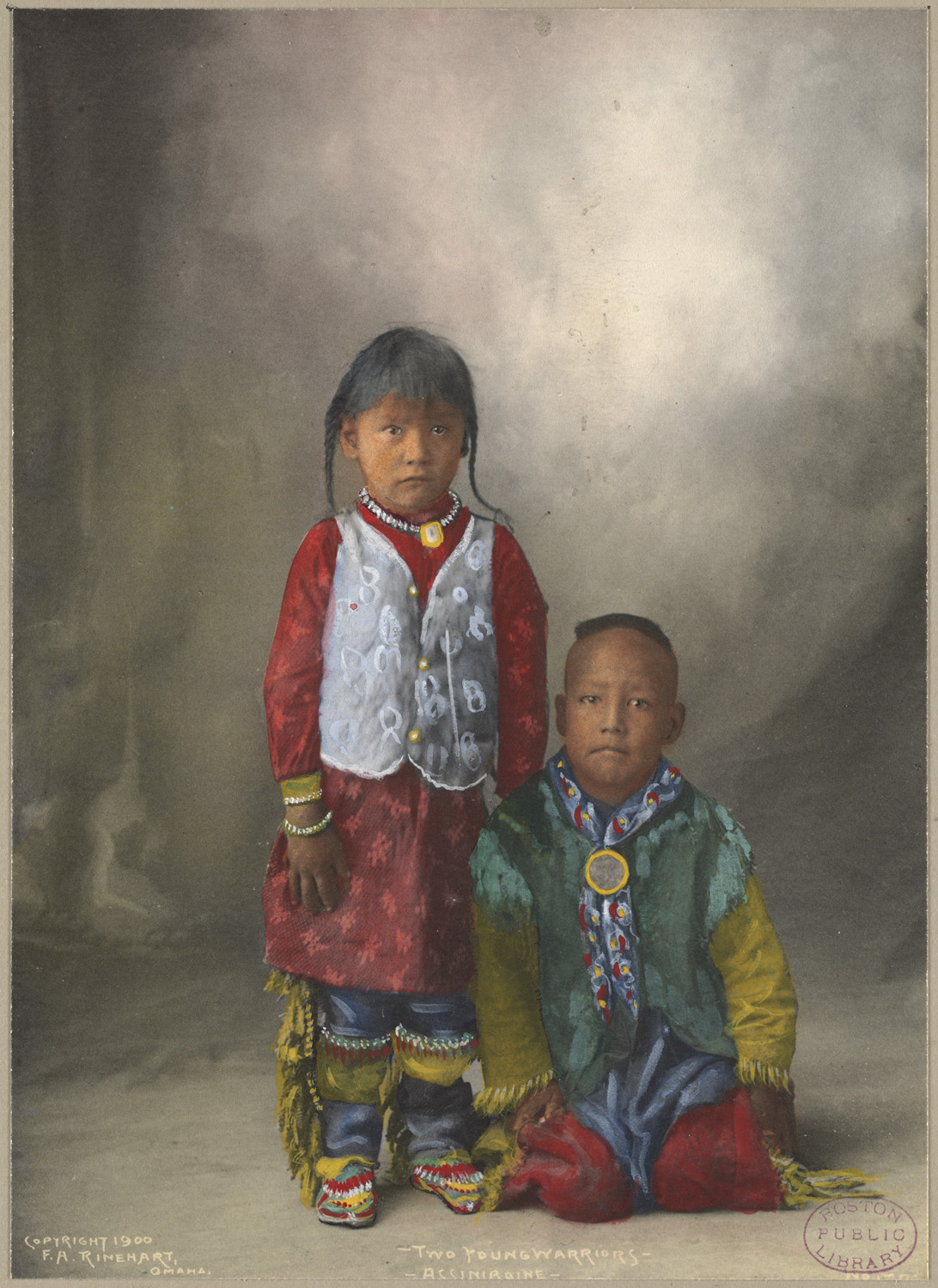
Joves assiniboines
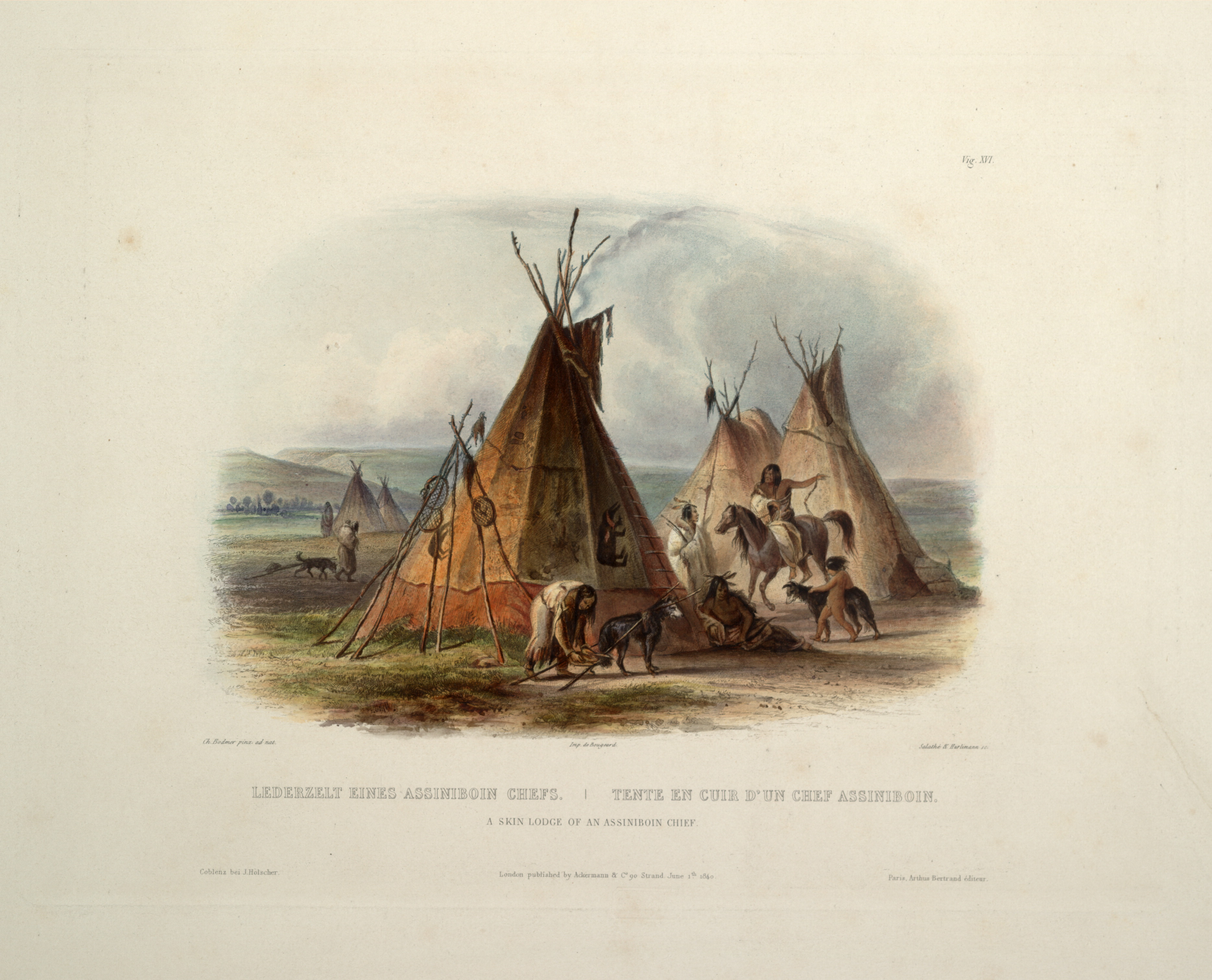
Cabana de pells d'un cap assiniboine
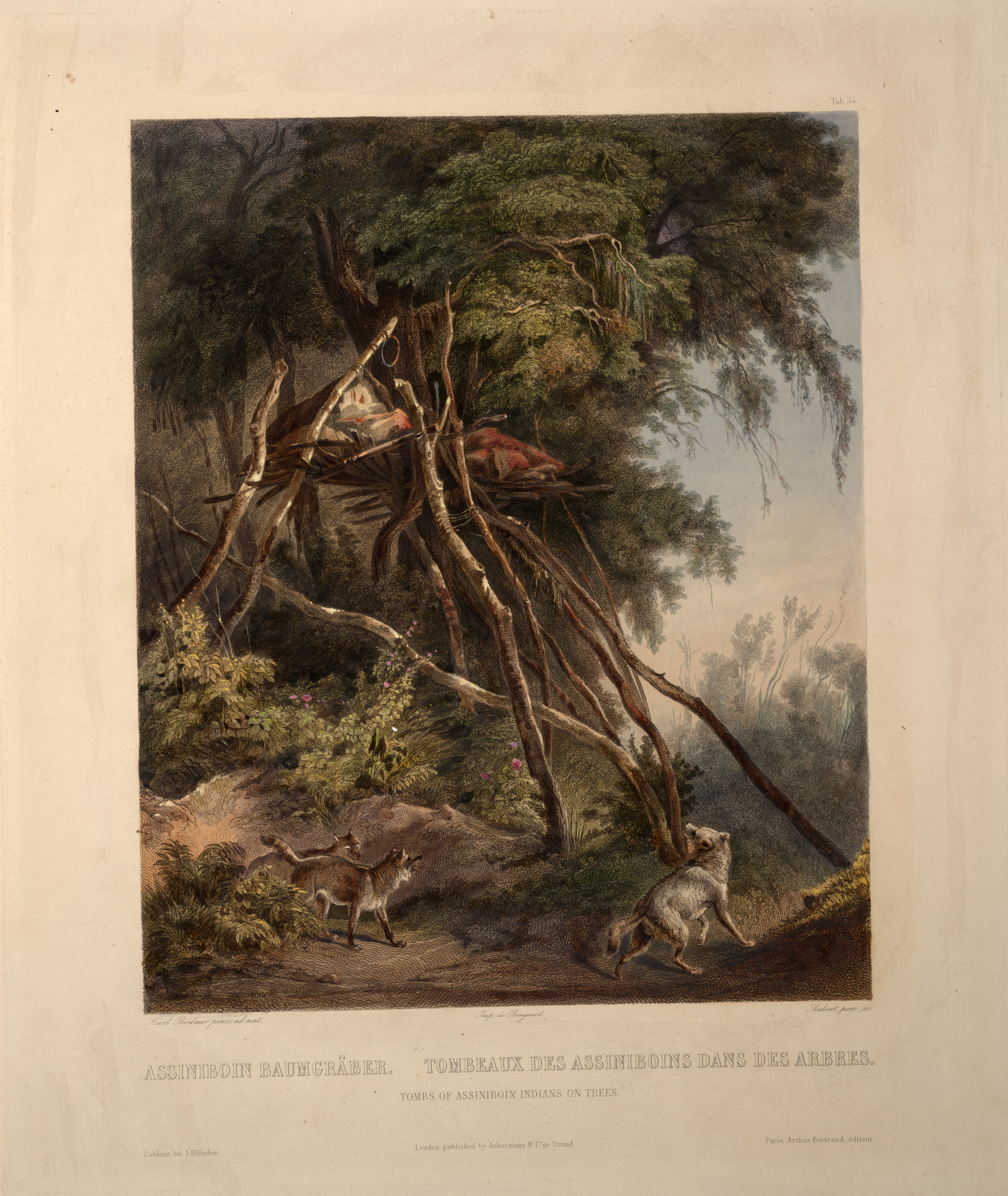
Tombes plataforma d'assiniboines en arbres
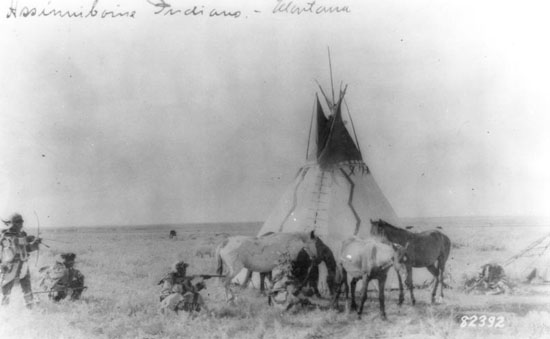
Assiniboine a Montana, 1890–1891
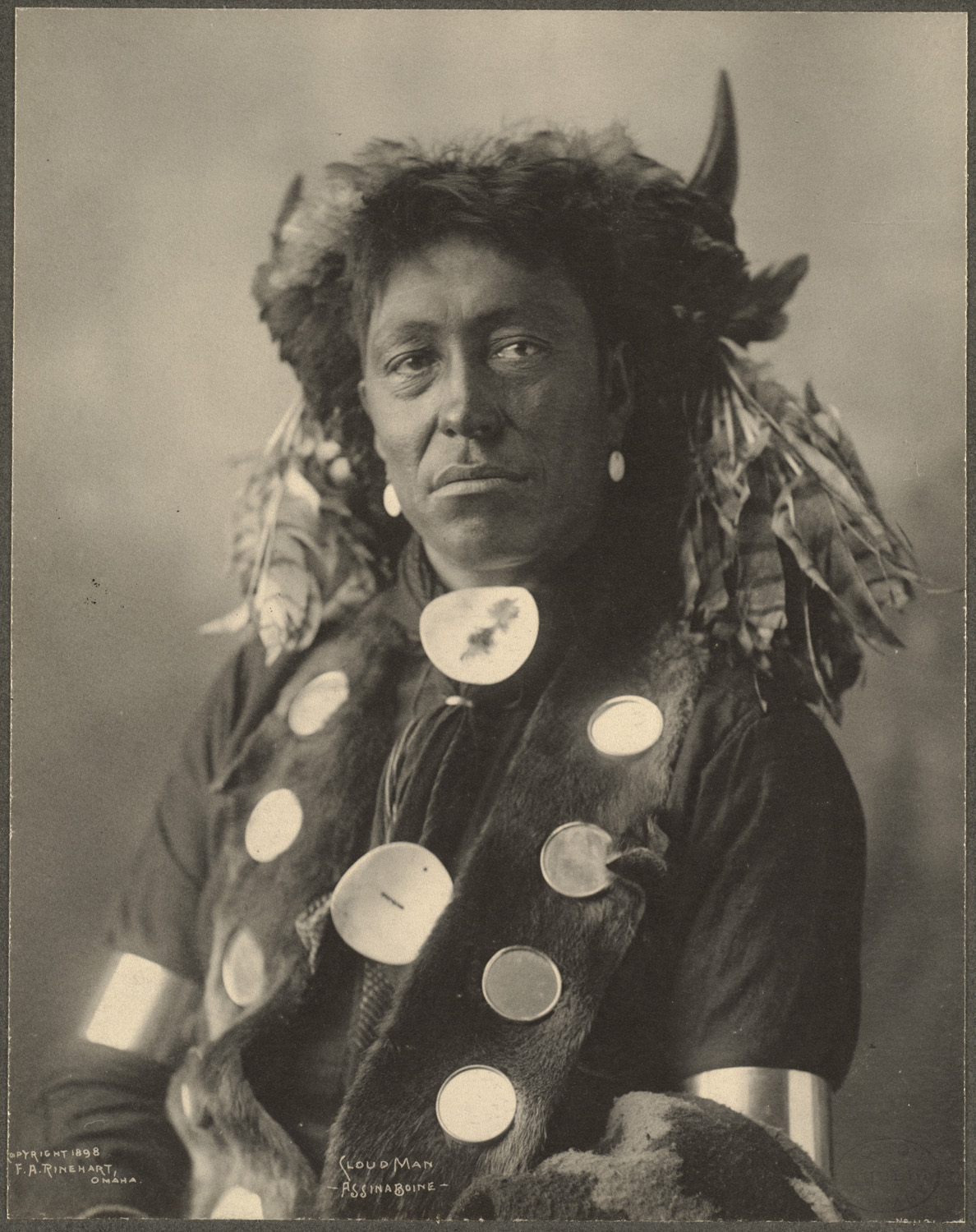
Home assiniboine anomenat Cloud Man
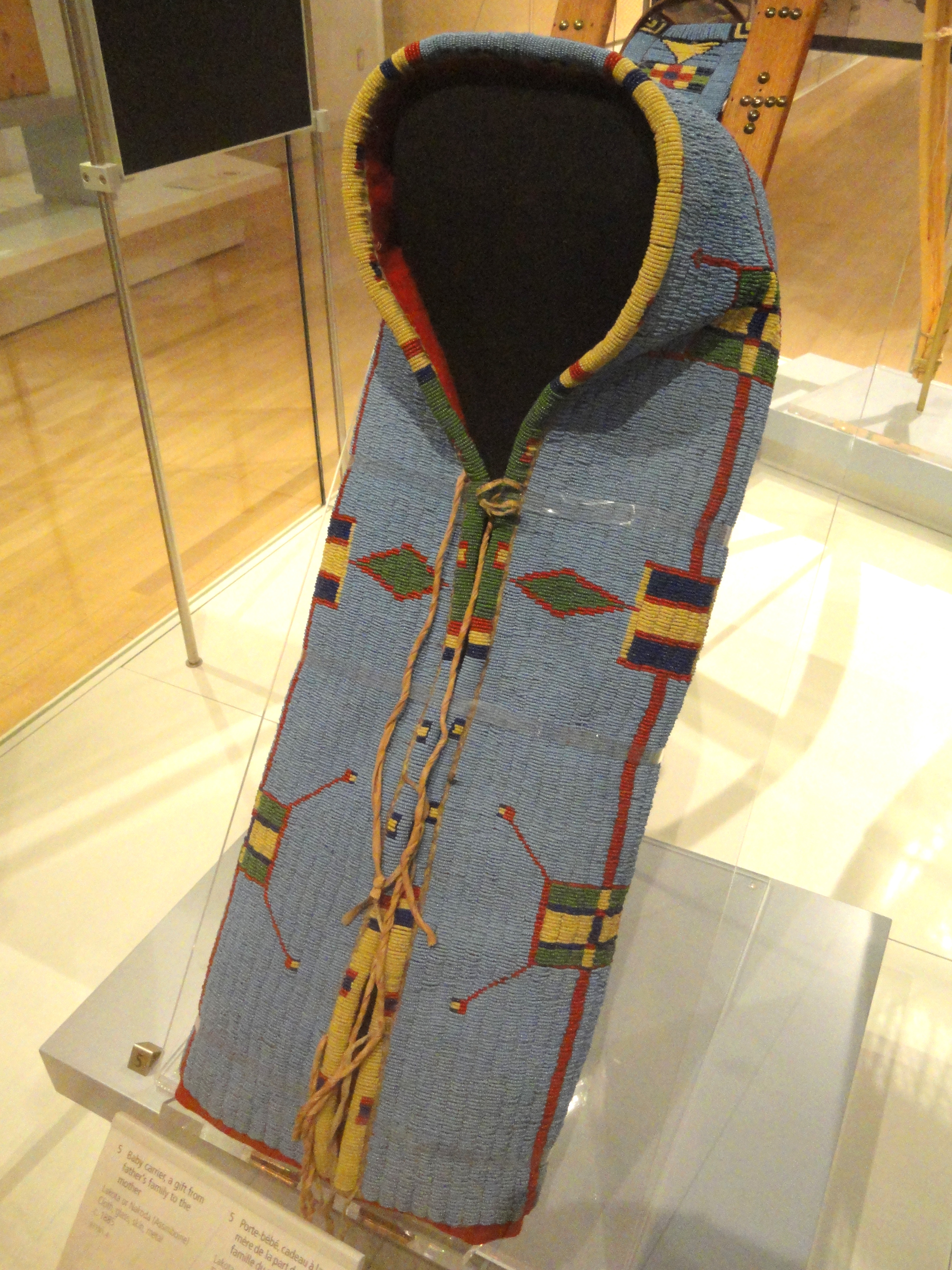
Portador de nen
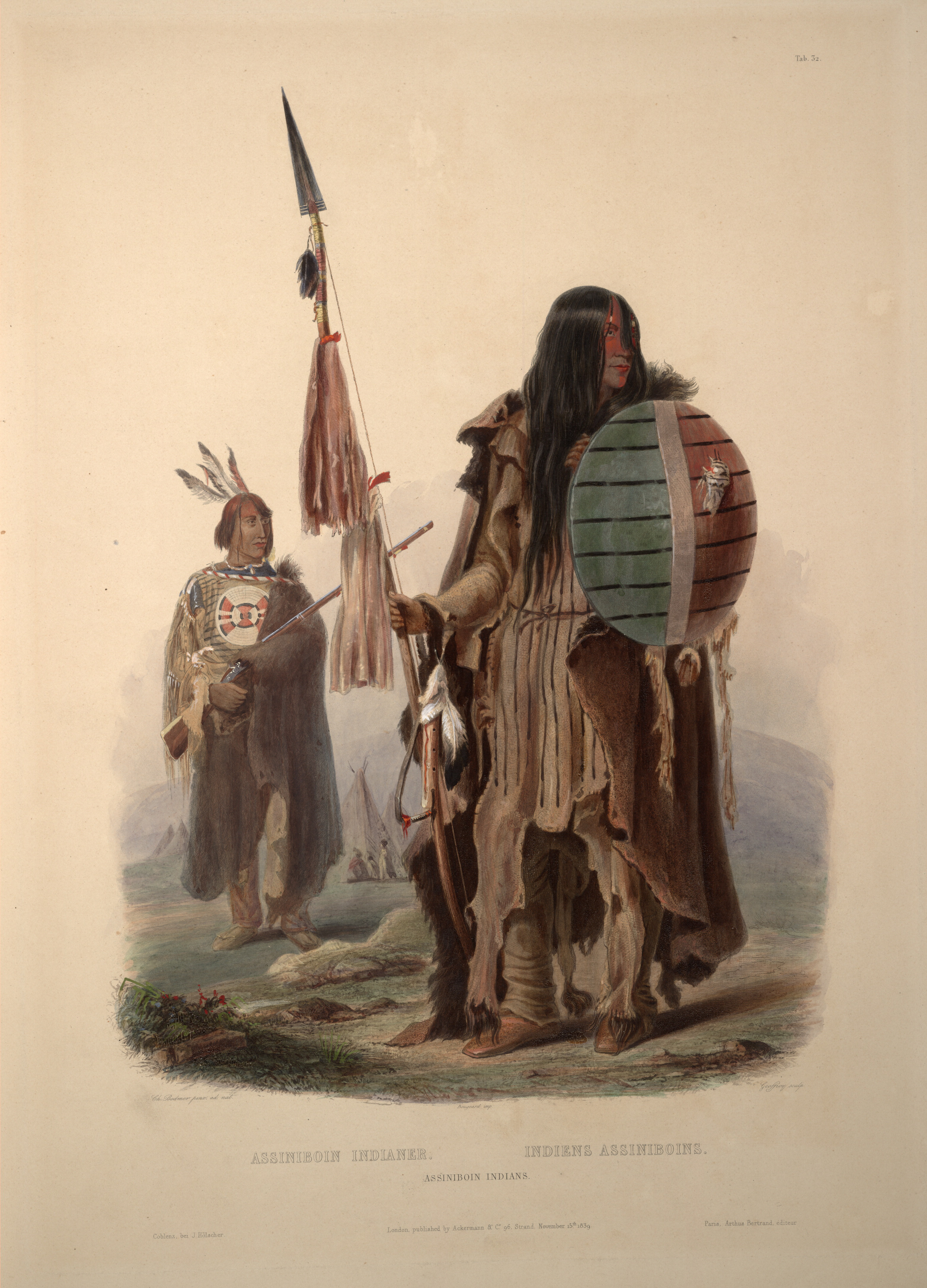
Dos guerrers assiniboines pintats per Karl Bodmer